# Coryanthes gerlachiana
Coryanthes gerlachiana es una orquídea de hábito epífita originaria de Centroamérica.

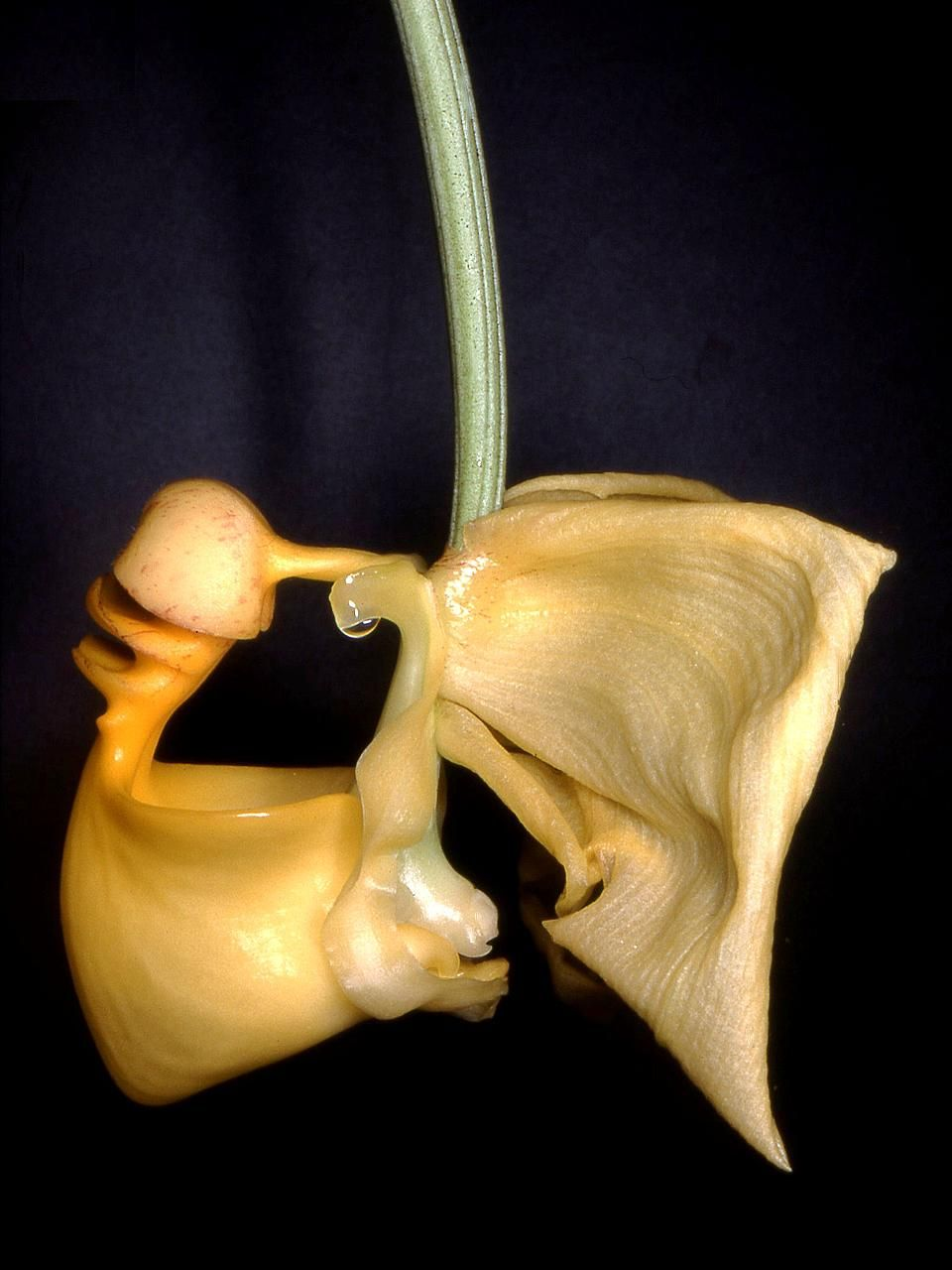
Detalle de la flore

## Descripción
Se encuentra en Bolivia como orquídea con hábitos de epífitas creciendo  en un clima cálido.

## Distribución
Se distribuye por la selva húmeda a una altitud de 500 a 1500 metros en yungas de La Paz.

## Taxonomía
Coryanthes gerlachiana fue descrita por Karlheinz Senghas y publicado por primera vez en Orchideen: Pflanzen der Extreme, Gegensatze und Superlative 175. 1993.
Etimología
Coryanthes: (abreviado Crths.) nombre genérico que procede del griego "korys" = "casco" y de "anthos" = "flor" en alusión al epiquilo del labelo parecido a un casco.

gerlachiana: epíteto otorgado en honor de Gerlach, entusiasta alemán de las orquídeas y especialista en Stanhopeinae.